# Klocování

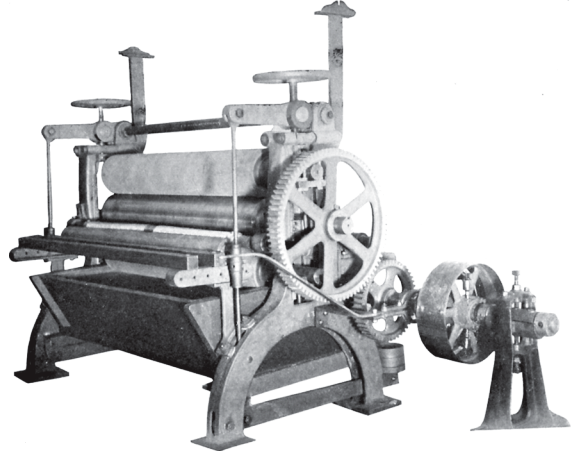
Klocovací stroj (fulár) ze začátku 20. století v USA

Klocování (angl.: padding, něm.: Klotzen) je napouštění vodného roztoku barviva s přísadami na textilní materiál s následným odmáčknutím přebytečného roztoku.

## Aplikace klocování
V praxi se provádí klocování na plošných textiliích v plné šíři ve třech základních stupních:  napouštění v klocovací lázni – fixace - praní
Výrobní zařízení a technologické podmínky se přizpůsobují v několika variantách: 
- Polokontinuální technologie 
  - Pad-Jig = napouštění barviva na fuláru – vyvíjení a fixace za mokra nebo (po mezisušení) na džigru
  - Pad-Batch = po napouštění se textilie navinuje na válec, zabalí do fólie, nechá odležet a vypírá
  - Pad-Roll = napouštění barviva na fuláru – navíjení na válec – paření – fixace v reakční komoře
- Kontinuální technologie

Nejpoužívanější je technologie Pad-Steam se základními operacemi:  napouštění roztokem nebo disperzí barviva na fuláru – mezisušení na hotfllue – klocování ve vyvíjecí lázni na fuláru – fixace barviva pařením – chlazení – praní
V závislosti na zpracovávaném materiálu, požadovaném odstínu barev aj. se přizpůsobují jednotlivé části výrobní linky  (např. paření suchým teplem, fixace chemikáliemi apod.).
Kontinuální klocování je ekonomicky výhodné pro barvení partií větších než 5000 metrů.
- Princip klocování se používá také pro některé účelové úpravy tkanin, např. hydrofobní, antistatická, nešpinivá, nehořlavá aj.[3]